# Proastio
Proastio (griechisch Προάστιο (n. sg.)) ist ein Ort in der griechischen Gemeinde Dytiki Mani am Südende der Fastinsel Peloponnes, der ganz überwiegend zwischen 200 und 240 m über dem Meeresspiegel liegt; nur die Häuser am Ostrand liegen in 250 m Höhe. Im Norden und Süden begrenzt eine Schlucht den Ort, durch die nördliche Schlucht verläuft ein Fußpfad zum Hafen Porto Kalamitsi, die südliche, tiefere Schlucht bildet eine markante Grenze. Der Name Prastio oder Proastio(n) bedeutet soviel wie Vorstadt. Im 20. Jahrhundert kam mit Lakkos ein benachbartes Dorf zur damaligen Landgemeinde, zudem entstand vorrangig in den 1970er und 1980er Jahren mit Neo Proastio ein Touristenort an der Küste.

## Struktur
Ein unregelmäßiger Grundriss, organisiert um die Gemeindekirche und den Dorfplatz (Platia), kennzeichnet Proastio, das heute weniger als 200 Einwohner hat. Die Nebenstraßen sind verwinkelt und enden gelegentlich einfach in einer Sackgasse. Selbst die Hauptstraße von Kardamyli nach Exochori windet sich durch das Dorf. Treppen überwinden steilere Bereiche, die meisten Häuser sind von einer Mauer umfasst.
Seit der letzten Brandschatzung von 1670 entstanden die ältesten Häuser im Umkreis der Kirchen Eisodia tis Theotokou und Agios Nikolaos. Hartleb verzeichnete allein 35 Kirchen und Kapellen, von denen allerdings zu dieser Zeit bereits vier in Ruinen lagen. Kennzeichnend für die Kirchen der Exo Mani sind Kirchtürme mit mehreren Stockwerken, die sich nach oben verjüngen. Hinzu kommt eine reiche Gliederung durch Fenster, Gesimse, Steinmetzarbeiten und durch eine steinerne Dachpyramide.

## Geschichte
Das Dorf und sein Umland kamen, wie es in der Region üblich war, an eine der adligen Familien des byzantinischen Reiches, in diesem Falle der Melissini. So erscheint ihr Name 1435 in einer Urkunde. Als die Osmanen 1460 den Peloponnes eroberten, flohen viele der byzantinischen Familien aus der Hauptstadt Mystras nach Proastio, da sich dort bereits eine Familie ihrer Standesgenossen aufhielt. Die später führenden Familien waren neben den Melissini die Mediki, Skonpli und Pourgali.
Der Druck der Eroberer wurde jedoch so groß, dass es immer wieder zu Flucht- und Auswanderungswellen kam, so im Jahr 1509 auf die Insel Zakynthos, eine Insel, die zu dieser Zeit wegen der Piratenüberfälle von den ursprünglichen Einwohnern verlassen worden war. Von Zeit zu Zeit trafen den Ort Vergeltungsmaßnahmen der Osmanen. 1615 wurde das Dorf niedergebrannt, erneut 1670. 1674 flohen 175 Bewohner auf vier Fregatten vom Hafen von Kalamitsi in die spanischen Gebiete Süditaliens, dann 165 weitere im selben Jahr, wie eine Urkunde vom 16. September 1674 erweist.
Trotz dieser Aderlässe bewahrte die Siedlung eine große Bedeutung, was sich nicht nur in Kirchenbauten widerspiegelt, sondern auch darin, dass zwischen 1621 und 1821 dort ein Bistum bestand, das allerdings zu einem unbekannten Zeitpunkt nach 1743 wohl wieder aufgelöst wurde. In einer Denkschrift an François Mancini (1676–1768), den Herzog von Nevers, heißt es, Proastion bestehe aus 108 Familien und könne 100 Krieger stellen. Damit dürfte der Ort etwa 800 Einwohner gehabt haben.
Mit der Unabhängigkeit Griechenlands (ab 1821) und damit des Peloponnes kam es bereits 1836 zur Gründung einer eigenen Verwaltungseinheit. Zu Proastion gehörten nunmehr auch die bis dato selbstständigen Dörfer Saidona, Lakkos und Petrovounion. Allerdings kam Proastion 1840 zu Kardamyli. Erst ab 1914, nach Auflösung dieser Gemeinde, wurde Proastion zusammen mit Lakkos wieder selbstständig. Lakkos liegt im Norden der Gemarkung neben der Straße, die sich von Proastion nach Exochori windet.
1940 hatte der Ort entsprechend dem seinerzeitigen Zensus 647 Einwohner. Während des griechischen Bürgerkriegs geriet das Dorf zwischen die kämpfenden Parteien und die Bewohner flohen ohne Ausnahme, so dass Proastio von 1948 bis 1949 ohne Bewohner blieb. Die meisten kehrten jedoch zurück, so dass man 1951 bereits wieder 528 Einwohner zählte. Allerdings sank die Bevölkerungszahl nach und nach, wie die Angaben für den Hauptort Proastio zeigen. Zählte man 1961 noch 527 Einwohner, was noch einen Anstieg der Gesamtzahl erweist, so sank diese Zahl bis 1971 auf 408 und bis 1981 auf 298 Bewohner.

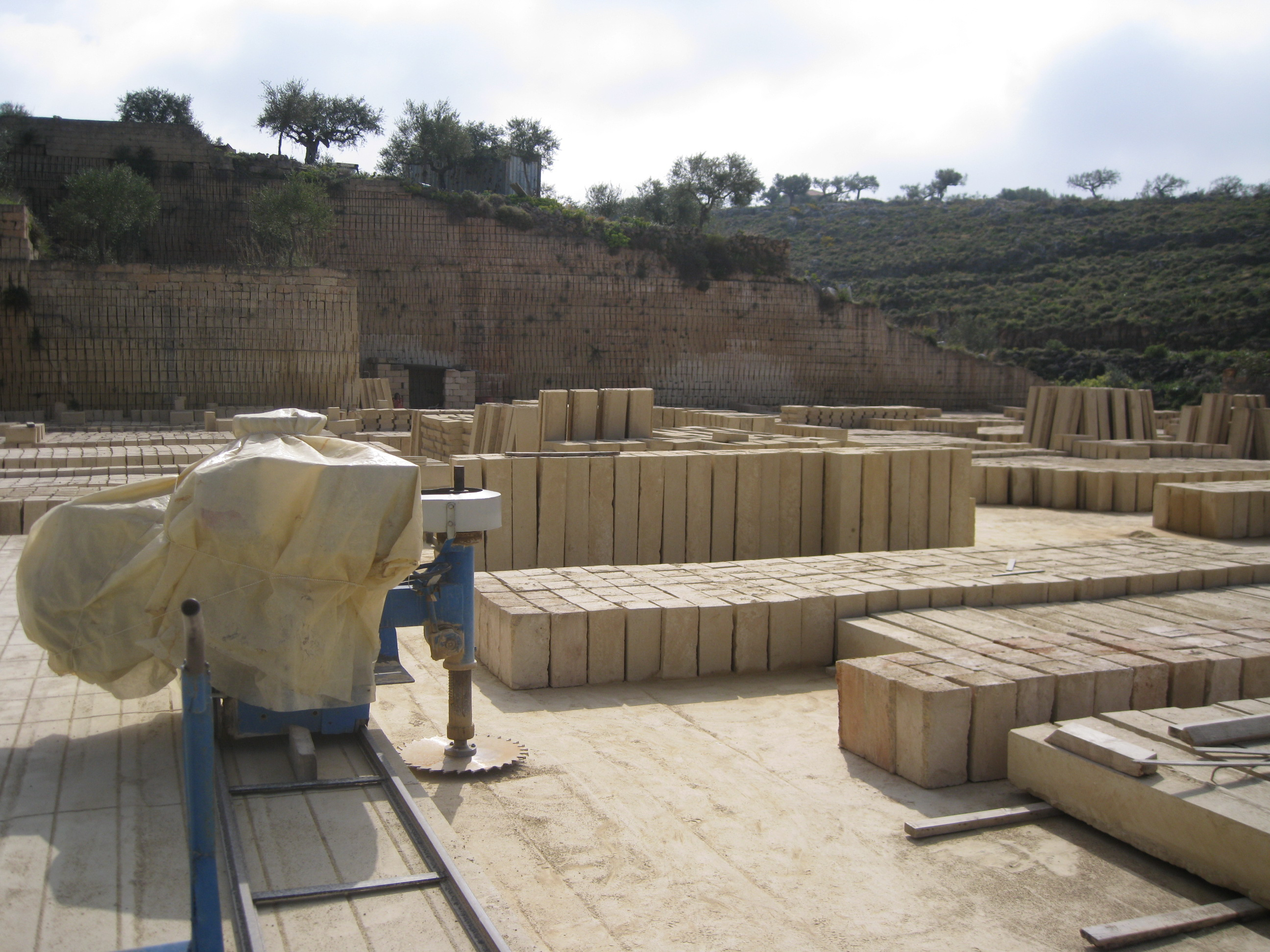
Steinbruch

Die im 15. Jahrhundert noch sehr stark ausgeprägte Standesgesellschaft wurde zunehmend nivelliert, so dass die Siedlung eher dörflichen Charakter annahm und eher bäuerlich war (ein weiterer Beruf war bei den meisten üblich). Die Lebensgrundlagen waren die gleichen, vor allem ein Haus oder Olivenbäume, nur dass manche mehr, manche weniger davon hatten. Diese vergleichsweise egalitäre Struktur verhinderte die Dominanz einzelner Persönlichkeiten oder Familien, entscheidende Instanz für Streitigkeiten war der siebenköpfige Gemeinderat. Mitte der 1980er Jahre waren 150 Bewohner in der Landwirtschaft tätig, 80 waren Seeleute, weitere 30 Handwerker.
Um 1970 entstand an der Küste ein Nebenort mit dem Namen Neo Proastio. Dieser wuchs vergleichsweise schnell von 6 Einwohnern im Jahr 1971 auf 60 zehn Jahre später und breitete sich Richtung Delphinia-Bucht aus. Einige Flurstücke haben noch slawische Namen, wie etwa „Sivitsova“ oder „Prastova“. Kristallisationspunkt ist der dortige Campingplatz und dessen Restaurant. Bald entstanden kleine Hotels, 1985 eine Feriensiedlung im Gebiet Prastova (bekannt von Alexis Sorbas, der dort ein Bergwerk bis 1916 unterhielt).

## Belege
1. ↑  Ergebnisse der Volkszählung 2021. Griechisches Statistisches Amt (ΕΛ.ΣΤΑΤ) ELSTAT (Excel-Dokument, 1,1 MB, griechisch)
2. ↑  Peter Hartleb: Die messenische Mani. Eine Studie zum Wandel in der Peripherie Griechenlands, Dietrich Reimer, Berlin 1989, Stadtplan auf S. 80.
3. ↑  Dies und das Folgende nach: Peter Hartleb: Die messenische Mani. Eine Studie zum Wandel in der Peripherie Griechenlands, Dietrich Reimer, Berlin 1989, S. 74.
4. ↑  Peter Hartleb: Die messenische Mani. Eine Studie zum Wandel in der Peripherie Griechenlands, Dietrich Reimer, Berlin 1989, S. 78.
5. ↑  Peter Hartleb: Die messenische Mani. Eine Studie zum Wandel in der Peripherie Griechenlands, Dietrich Reimer, Berlin 1989, S. 103.